# Supercupen 2010
La Supercupen 2010 fu la 4ª edizione della Supercupen, annuale incontro tra la vincitrice della Allsvenskan e la vincitrice della Svenska Cupen. La partita si disputò al Råsunda di Stoccolma, in data 6 marzo 2010, e a contendersi il trofeo furono l'AIK e l'IFK Göteborg.
L'AIK vinse la sua prima Supercoppa battendo l'IFK Göteborg 1-0.

## Tabellino
| Arbitro: | Strömbergsson (Gävle) |

|            |           |  |
| Flávio 22’ | Marcatori |  |